# Amplirhagada herbertena
Amplirhagada herbertena är en snäckart som beskrevs av Tom Iredale 1939. Amplirhagada herbertena ingår i släktet Amplirhagada och familjen Camaenidae. IUCN kategoriserar arten globalt som otillräckligt studerad. Inga underarter finns listade i Catalogue of Life.